# Mandy Miller
Carmen Isabella „Mandy“ Miller (* 23. Juli 1944 in Weston-super-Mare, Vereinigtes Königreich) ist eine britische, ehemalige Schauspielerin bei Film und Fernsehen.

## Leben und Wirken
Noch keine sieben Jahre alt, wurde Carmen Isabella Miller, die von ihren Eltern stets „Mandy“ genannt wurde, zum Film gebracht. Ihr Debüt gab sie als kleines Mädchen in der berühmten Ealing-Komödie Der Mann im weißen Anzug, das Alec Guinness bei seiner Flucht vor seinen Verfolgern hilft. Bereits ein Jahr darauf erhielt sie die Titelrolle des taubstummen Mädchens Mandy Garland in dem Familiendrama Mandy, das Mandy Miller nicht nur schlagartig bekannt machte, sondern ihr überdies 1953 eine Nominierung für den BAFTA Film Award als vielversprechendste Neuentdeckung einbrachte.
Es folgten weitere Filme, in denen Miller oftmals als ernstes Mädchen, aber auch als herziges Schnuckelchen vom Dienst eingesetzt wurde. 1956 sang sie das Titellied zu der populären englischen Fernsehserie Nellie the Elephant, mit dem sie erneut einen großen Erfolg erringen konnte. Bereits 1958, nachdem sie Peter van Eycks standhafte Gegenspielerin in dem Thriller Der Schnorchel verkörpert hatte, zog sich Mandy Miller von der Kinofilmarbeit zurück. Bis 1963 sah man sie noch in Fernsehproduktionen, einzelnen Filmen wie auch Serien.
1962 ging Mandy Miller als Au-Pair-Mädchen nach New York City und heiratete drei Jahre darauf einen Architekten, mit dem sie drei Kinder bekam. Mandy Miller Davey lebt heute wieder in England. Sie ist die Tante der Schauspielerin Amanda Pays.

## Filmografie
- 1951: Der Mann im weißen Anzug (The Man in the White Suit)
- 1952: I Believe in You
- 1952: Mandy
- 1953: Background
- 1954: Adventure in the Hopfields
- 1954: Zum Tanzen geboren (Dance, Little Lady)
- 1955: The Secret
- 1955: Ferien mit Papa (Raising a Riot)
- 1956: Engel des Alltags (The Feminine Touch)
- 1956: Child in the House
- 1957: Dear Brutus (TV-Film)
- 1958: Der Schnorchel (The Snorkel)
- 1959: Sunday’s Child (TV-Serie)
- 1961: Out of the Rain (TV-Film)
- 1962: Compact (TV-Serie)
- 1963: Mit Schirm, Charme und Melone (eine Folge der TV-Serie)
- 1963: Simon Templar (eine Folge der TV-Serie)